# 日掛け金融地獄伝 こまねずみ常次朗
『日掛け金融地獄伝 こまねずみ常次朗』（ひがけきんゆうじごくでん こまねずみつねじろう）は、原作：秋月戸市、作画：吉本浩二、原案・監修：青木雄二による日本の漫画作品。『ビッグコミックスペリオール』増刊号（小学館）にて連載された。単行本は全9巻。続編に『日掛け金融伝 こまねずみ出世道』がある。
2006年に鈴木浩介監督によって実写映画化されており、『日掛け金融地獄伝 こまねずみ常次朗』と続編『日掛け金融地獄伝 こまねずみ常次朗 〜悪徳金融死すべし〜』の2作がソフト化されているほか、2006年7月8日に渋谷アップリンクファクトリーでの上映も行われた。

## あらすじ
博多でバーを経営する主人公・服部常次朗は、日掛け金融業者の猫本に騙され借金を重ねた挙句、マグロ漁船に乗せられてしまう。下船後、残りの借金返済のため就職先を紹介され、日掛け金融業者「新撰リース」に入社する。

## 登場人物
服部常次朗（はっとり つねじろう）
本作の主人公。日掛け金融会社「新撰リース」に勤務する金融サラリーマン。借金苦にあえぐバーテンダーであったが、悪徳金貸しの猫本に騙され借金を重ね、果てにはマグロ漁船に乗せられてしまう。
浅野捺子（あさの なつこ）
元ヘルス嬢。常次朗と似た境遇から成り行きで同棲を始める。後に常次朗の妻となり、なつみを出産する。
猫本完一（ねこもと かんいち）
悪徳金融業者。常次朗を陥れ、マグロ漁船に乗せる。家庭では2児の父である。
近藤威蔵（こんどう いぞう）
日掛け金融会社「新撰リース」社長。

## 書誌情報
- 吉本浩二 『日掛け金融地獄伝 こまねずみ常次朗』 小学館 〈ビッグコミックス〉、全9巻
  1. 蜘蛛の糸 2001年7月発売 ISBN 4-09-186291-8
  2. 解け始める呪縛 2001年12月発売 ISBN 4-09-186292-6
  3. 突破口を探せ! 2002年5月30日発売 ISBN 4-09-186293-4
  4. 1万円札が引導 2002年10月発売 ISBN 4-09-186294-2
  5. 幸福の値段 2003年3月28日発売 ISBN 4-09-186295-0
  6. 貸しはがし 2003年7月30日発売 ISBN 4-09-186296-9
  7. マイホームの意義 2003年12月25日発売 ISBN 4-09-186297-7
  8. 農村ウォーズ 2004年4月30日発売 ISBN 4-09-186298-5
  9. 独立準備完了!? 2004年9月30日発売 ISBN 4-09-186299-3

## 実写映画
- 第1作『日掛け金融地獄伝 こまねずみ常次朗』
- 第2作『日掛け金融地獄伝 こまねずみ常次朗 〜悪徳金融死すべし〜』

### キャスト
記載なしは全2作出演
- 服部常次朗：与座嘉秋
- 浅野捺子：愛川ゆず季
- 猫本完一(スッポンファイナンス→「徳政ファイナンス」社長)：高杢禎彦
- 「新撰リース」社長 近藤威蔵：遠藤憲一（2）
- 「土壺水産」社長 土壺破目流：大和武士
- マリリン(スリーセブン)：西本はるか
- 服部かえで(常次朗の母)：根岸季衣（1）
- 不動産屋：諏訪太朗（1）
- 捺子の母：伊佐山ひろ子（1）
- 借金取り：大西武志（1）
- ケーキ屋の客：舘昌美（1）
- ファッションヘルス「あわびーむ」店員：檜山豊（1）
- ヤクザ：倉見誠（1）
- 刑事：関根大学（1）
- マグロ漁船の料理長：飯島大介（1）
- 赤貝寿司の大将 破目津：森下能幸
- 永眠墓石店：田中要次（2）
- 「新撰リース」長倉昇：IZAM（2）※特別出演
- 八木小織（2）
- MTT西日本 営業部営業課 條辺人吉(破目津の連帯保証人)：並樹史朗（2）
- 美容室の店主：緋田康人（2）
- ナビゲーター：原口あきまさ

### スタッフ
- 監督：鈴木浩介
- 製作：松下順一
- 企画：加藤東司・武内健
- プロデューサー：岡川晃基・佐藤嘉一
- 監修：青木雄二
- 原作：秋月戸市 作画：吉本浩二『こまねずみ常次朗』（小学館「ビックコミックス」）
- 脚本：小林弘利
- 音楽監督：遠藤浩二
- 助監督：大内隆弘・土岐洋介・名倉大悟
- 撮影：北信康
- 照明：木村匡博
- 録音：岩丸恒
- 美術：橋本優
- 小道具：小松健祐
- スタイリスト：水野美樹子
- メイク：遠山直美
- 方言指導：和田聰
- スチール：武林久憲
- ロゴデザイン：山口明（ロッカーズ）
- ヴィジュアルエフェクト：泉谷修
- ポストプロプロデューサー：宮田三清
- 編集：木村悦子
- ライン編集：滝沢雄作
- 効果：サウンドキッズ
- エンディングテーマ「はんこ押して」作詞：伊藤洋介 作曲：B・WORKS/fujiken 編曲：岩戸崇 歌：東京プリン（えんか!!えいべっくす）
- 制作担当：平山高志
- 制作：円谷エンターテインメント
- 製作：アートポート